# Station Berlin Potsdamer Platz
Berlin Potsdamer Platz is een volledig ondergronds gelegen spoorweg- en S-Bahnstation in het centrum van Berlijn. Aan de drukke Potsdamer Platz verrees in 1838 het eerste kopstation van de Duitse hoofdstad, het Potsdamer Bahnhof. In 1902 kreeg de eerste Berlijnse metrolijn er een eindpunt, tevens het eerste ondergrondse metrostation van de stad. De S-Bahn bedient het vervoersknooppunt sinds 1939, toen de Noord-zuidtunnel onder het stadscentrum in gebruik kwam.
Het Potsdamer Bahnhof bestaat niet meer sinds het na de Tweede Wereldoorlog in onbruik raakte, maar de opening van Berlin Hauptbahnhof en de aansluitende Tiergartentunnel in mei 2006 brachten opnieuw regionale treinen naar de Potsdamer Platz, die zich sinds de hereniging van Berlijn weer in het hart van de stad bevindt.

## Spoorwegen
Het op 28 mei 2006 geopende regionale spoorwegstation Potsdamer Platz werd gebouwd in het kader van het zogenaamde Pilzkonzept, het spoorplan van Berlijn. Dit plan werd ontwikkeld om de gecompliceerde spoorwegsituatie die door de deling van de Duitse hoofdstad was ontstaan op te lossen.
Na de oorlog werden namelijk alle kopstations in West-Berlijn gesloten, aangezien de spoorlijnen alle naar de omringende DDR leidden. Alleen de Stadtbahn, die de stad van oost naar west doorkruist, bleef over. Vrijwel alle treinen van het hoofdnet werden over deze lijn geleid, wat uiteindelijk voor grote capaciteitsproblemen zorgde. Om deze reden bouwde men een tweede hoofdspoorverbinding in noord-zuidrichting, die het centrum van de stad kruist in de zogenaamde Tiergartentunnel. Op het kruispunt van beide assen verrees het Centraal Station.

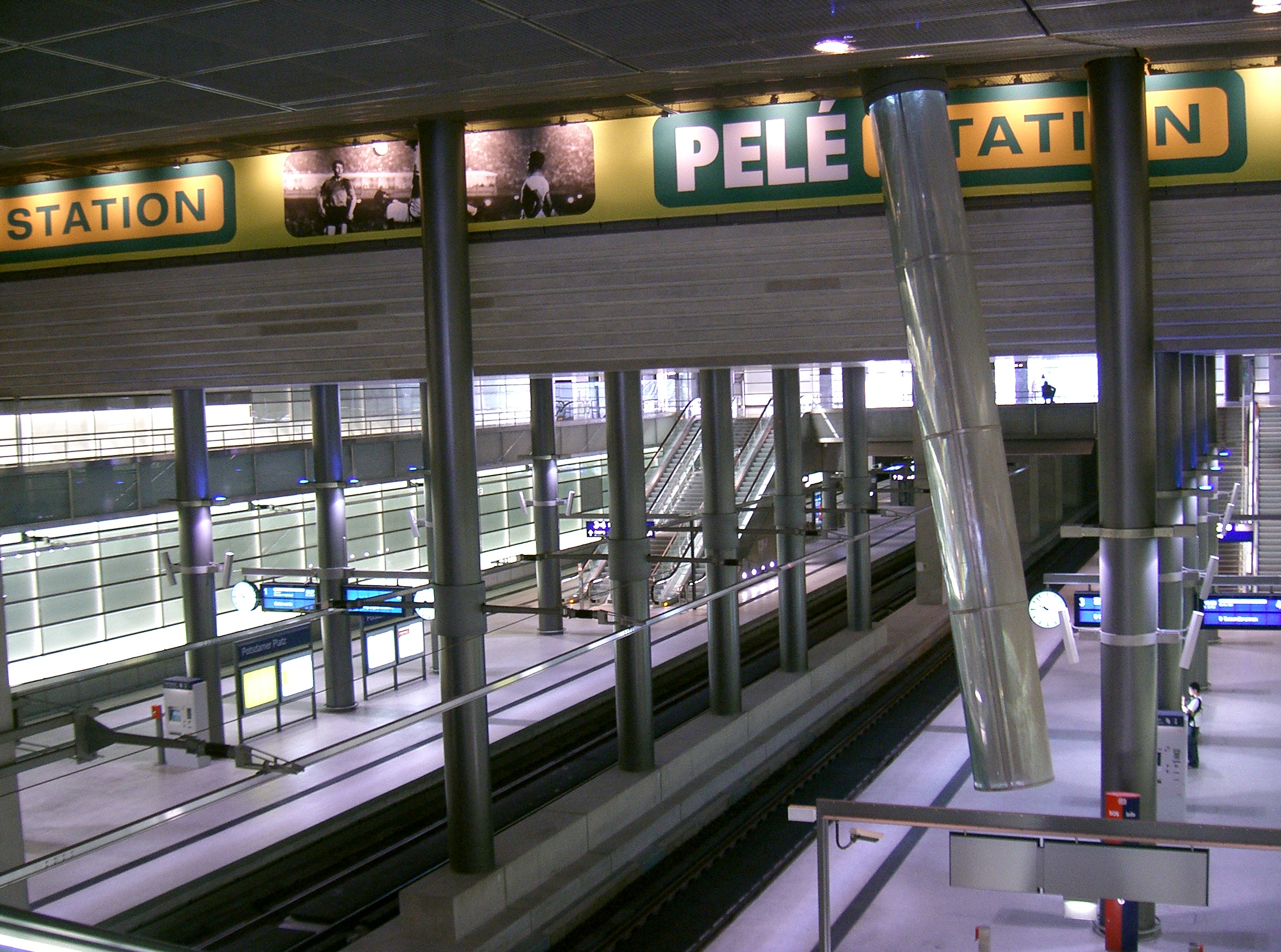
Zicht op de perrons met vide en lichtbuis

Naast langeafstandstreinen maken ook regionale treinen gebruik van de noord-zuidverbinding. Terwijl de hoofdlijnen enkel halteren in Berlin Hauptbahnhof en aan de rand van de stad, bouwde men in het stadscentrum een extra Regionalbahnhof: Potsdamer Platz. Hier stoppen treinen van de RegionalExpress-lijnen RE3, RE4 en RE5 en kan worden overgestapt op de noord-zuidlijnen van de S-Bahn, die het Centraal Station (nog) niet aandoen.
Het spoorwegstation ligt onder de kruising van de Potsdamer Straße, de Leipziger Straße, de Ebertstraße en de Stresemannstraße, parallel aan de S-Bahntunnel en midden in het ontwikkelingsgebied Potsdamer Platz. Aan de westzijde van het plein, tegenover het hoofdkwartier van de Duitse spoorwegen, leiden twee groot uitgevoerde glazen toegangsgebouwen naar de ondergrondse stationshallen, die ook met het naastgelegen S-Bahnstation verbonden zijn. Dwars door de bodem stekende tubes dringen van het plein door tot in de viersporige perronhal op niveau -2 en laten zo daglicht in het station binnendringen. Aangezien de tussenverdiepingen aan beide uiteinden van de perrons als vide zijn uitgevoerd, valt ook via de glazen toegangsgebouwen licht binnen. Op de zijwanden langs de sporen zijn meerkleurige lichtbakken aangebracht, wat de ondergrondse hal een grote ruimtelijkheid verschaft. Het ontwerp van het station is afkomstig van een samenwerkingsverband van architecten van de bureaus Hilmer & Sattler (München), Hermann + Öttl en Modersohn und Freiesleben (beide Berlijn).
Tegelijkertijd met de bouw het spoorwegstation, die begon in 1997, legde men een korte metrotunnel met station in ruwbouw aan, die als een doos in de stationshal hangt. Zie hierover verderop in het artikel.

## S-Bahn

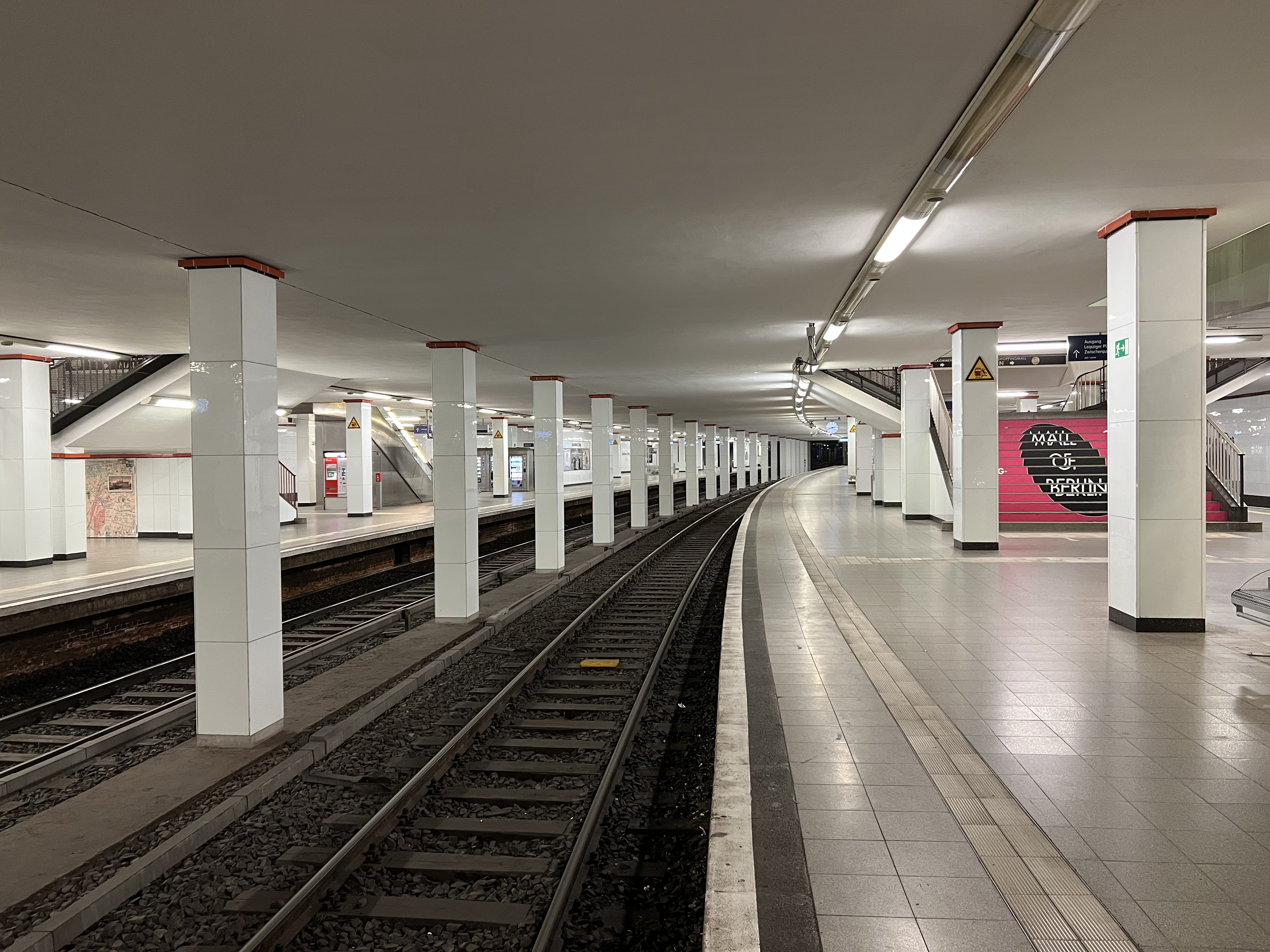
S-Bahnstation Potsdamer Platz

Op 15 april 1939 bereikte de Noord-zuidtunnel van de S-Bahn de Potsdamer Platz. Reeds drie jaar eerder was het noordelijke deel van de tunnel gereedgekomen, maar bouwen onder een druk verkeersplein, waar zich bovendien al een ondergronds metrostation bevond, was een allerminst gemakkelijke opgave. In oktober 1939 was de nieuwe noord-zuidverbinding volledig gereed en waren drie belangrijke kopstations (Stettiner Bahnhof, Potsdamer Bahnhof en Anhalter Bahnhof) met elkaar verbonden. In het zuiden sloot de tunnel aan op voorstadslijnen naar onder meer Potsdam en Lichtenrade, in het noorden behoorden Oranienburg en Bernau tot de bestemmingen.
Het vier sporen langs twee eilandperrons tellende station werd ontworpen door architect Richard Brademann, die eveneens tekende voor het naburige S-Bahnstation bij het Anhalter Bahnhof. Het vlakke dak van de perronhal wordt ondersteund door drie rijen vierkante stalen zuilen, die zowel op de beide perrons als tussen de twee middelste sporen staan. Zowel de wanden als de zuilen werden bekleed met grote tegels van wit ondoorschijnend glas. Op de centrale tussenverdieping, gelegen onder het midden van de Potsdamer Platz, werd een winkelcentrum ingericht.
De glans van het station was echter geen lang leven beschoren. In de nadagen van de Tweede Wereldoorlog, begin mei 1945, werd de noord-zuidtunnel ter hoogte van het Landwehrkanaal opgeblazen, waarna de tunnel onderstroomde. Tot 2 juni 1946 was het S-Bahnstation buiten gebruik - de meeste treinen werden ondertussen naar het Potsdamer Ringbahnhof geleid. In etappes werd de dienst over de noord-zuidverbinding hersteld, totdat op 15 november 1947 het doorgaande S-Bahnverkeer door de tunnel weer volledig in de vooroorlogse staat was.
Na de Tweede Wereldoorlog was de Potsdamer Platz op de grens van de oostelijke en westelijke sectoren komen te liggen. Na de bouw van de Berlijnse Muur in 1961 werd het S-Bahnstation daarom gesloten. Treinen uit West-Berlijn gingen het Oost-Berlijnse centrum doorkruisen zonder te stoppen. Het gebied rond de Potsdamer Platz veranderde in een kale vlakte.
Na de val van de muur kon S-Bahnstation Potsdamer Platz in 1992 weer provisorisch in dienst genomen worden. In 1995 onderging het station, dat de monumentenstatus bezit, een restauratie, waarbij de glazen bekleding van wanden en zuilen grotendeels vervangen werd.